# Droga krajowa B124 (Austria)
Droga krajowa B124 (Königswiesener Straße) – droga krajowa Austrii. Arteria zaczyna się tuż przy zakończeniu – prowadzącej z Linzu – Autostrady A7 i biegnie w kierunku północno-wschodnim. W Arbesbach krzyżuje się B119. Droga kończy się kilka kilometrów od miasta Zwettl na skrzyżowaniu z Böhmerwald Straße.